# Kimberlin Brown
Kimberlin Brown (ur. 29 czerwca 1961 w Hayward w Kalifornii) – amerykańska aktorka, znana głównie z roli Sheili Carter w serialach Żar młodości i Moda na sukces. W 2006 roku jej rolę przejęła Michelle Stafford, gdzie odeszła w 2007. W 2017 Kimberlin ponownie wcieliła się w rolę Sheili Carter w Modzie na Sukces, lecz ze względu na zaangażowanie się w politykę, pojawia się w niej rzadko.
Jest żoną Gary’ego Pelzera. Mają córkę Alexes i syna Nicholasa.

## Filmografia
- Szpital miejski (General Hospital, 1963) jako Rachel Locke (1999–2002)
- Inny świat (Another World, 1964–1999) jako Shelly Clark (1999)
- Tylko jedno życie (One Life to Live, 1968) jako dr Paige Miller (2004–2005)
- Żar młodości (The Young and the Restless, 1973) jako Sheila Carter (1990–1992, 1993, 1994, 1995, 2005−2006)
- Fantasy Island (1978–1984) jako Modelka (gościnnie)
- T.J. Hooker (1982–1986) jako Zakładniczka (1985) (gościnnie)
- Capitol (1982–1987) jako Danny (1987)
- Santa Barbara (1984–1993) jako Candace Durrell (1990)/Danielle Steele (1990)
- Oko tygrysa (Eye of the Tiger, 1986) jako Dawn
- Powrót do szkoły (Back to School, 1986) jako Dziewczyna w Dorm Hallway
- Kim jest ta dziewczyna? (Who’s That Girl?, 1987) jako Rachel
- Moda na sukces (The Bold and the Beautiful, 1987) jako Sheila Carter (1992–1998, 2002, 2003, od 2017)
- Znów mieć 18 lat (18 Again!, 1988) jako Recepcjonistka
- Płeć przeciwna... i jak z nią żyć (The Opposite Sex and How to Live with Them, 1993) jako Leeza
- Port Charles (1997–2003) jako dr Rachel Reese Locke (1999–2002)
- Sześć stóp pod ziemią (Six Feet Under, 2001–2005) jako Aktorka z oper mydlanych (gościnnie)
- Becoming Marty (2003) jako Linda
- Proud American  (2008) jako Lisa
- Wszystkie moje dzieci (All My Children, 1970–2011) jako Sędzia Mariam (2010)